# عارفیه
عارفیه (به ترکی استانبولی: Arifiye) یک منطقهٔ مسکونی در ترکیه است که در استان سقاریه واقع شده‌است. عارفیه ۴۰ متر بالاتر از سطح دریا واقع شده‌است.